# 颧脂肪垫
顴脂肪垫，简称颧脂垫，是覆盖在颧骨上，或者说面颊上部皮肤下的一片脂肪组织。在某些整型醫療廣告會為這部分換上一個名為「蘋果肌」（apple cheeks）的漂亮名稱。颧脂垫的下移通常会造成法令纹的出现与加深，泪沟凹陷等问题，显得苍老。通过颧脂垫上移或在這個部位注射玻尿酸等手术，可以使面部年轻化。也可以透過修容方式使用顏色較膚色稍淺的化妝品改善。